# Campeonato FIBA Asia de 2015
El Campeonato FIBA Asia de 2015 fue el certamen continental que definió quien es el campeón de Asia en 2015 y sirvió también para clasificarle de manera directa a los Juegos Olímpicos de Río 2016. Además, tres equipos clasificaron al Torneo Preolímpico FIBA 2016. Comenzó el 23 de septiembre en China.
El 3 de octubre finalizó el torneo, con la final entre la selección local y la selección de Filipinas. Fue el equipo de China quien ganó y se hizo con el título por decimosexta vez, y clasificó de manera directa a Río 2016.

## Sedes
| Changsha                                                 | Changsha                                                                             |
| -------------------------------------------------------- | ------------------------------------------------------------------------------------ |
| Gimnasio de la Escuela Social de Trabajo (Gimnasio CSWC) | Gimnasio de la Universidad Central del Sur Forestal y de Tecnología (Gimnasio CSUFT) |
| 28°11′46″N 112°58′20″E / 28.19611, 112.97222             |                                                                                      |
| Capacidad: -                                             | Capacidad: 2510                                                                      |

## Equipos clasificados
| Competición                  | Fecha | Sede | Plazas | Equipos clasificados |
| ---------------------------- | ----- | ---- | ------ | --- |
| País anfitrión               | –     | –    | 1      | China |
| Campeón de la Copa FIBA Asia | –     | –    | 1      | Irán |
| Clasificatorias              | –     | –    | 14     | Kazajistán Corea del Sur China Taipéi Japón Hong Kong Catar Kuwait India Filipinas Malasia Singapur Líbano Jordania Palestina |

## Formato de competencia
Los dieciséis participantes se dividen en cuatro grupos, donde los primeros tres equipos avanzan a la siguiente fase. Los cuatro restantes disputan el decimotercer puesto.
En la segunda fase, los equipos que avanzaron se dividen en dos grupos de seis, donde cada equipo se enfrenta con los tres nuevos equipos. Los cuatro primeros avanzan de fase, los restantes disputan el noveno puesto.
La tercera fase es de eliminatorias directas, donde los ganadores avanzan de fase y los perdedores disputan la clasificación final. El ganador del certamen obtiene un pasaje a los Juegos Olímpicos, mientras que el segundo, el tercero y el cuarto avanzan al Torneo Preolímpico de FIBA.

### Calendario
| 1R | Primera ronda | 2R | Segunda ronda | SF | Eliminatorias | F | Tercer puesto y final |

| Septiembre/Octubre | Septiembre/Octubre | 23 Mié | 24 Jue | 25 Vie | 26 Sáb | 27 Dom | 28 Lun | 29 Mar | 30 Mie | 1 Jue | 2 Vie | 3 Sáb |
| ------------------ | ------------------ | ------ | ------ | ------ | ------ | ------ | ------ | ------ | ------ | ----- | ----- | ----- |
| Certamen           |                    |        |        |        |        |        |        |        |        |       |       |       |

## Primera fase

### Grupo A
| Equipo  | Pts | PG | PP | PF  | PC  | Dif  |
| ------- | --- | -- | -- | --- | --- | ---- |
| Irán    | 6   | 3  | 0  | 294 | 156 | +138 |
| Japón   | 5   | 2  | 1  | 250 | 197 | +53  |
| India   | 4   | 1  | 2  | 233 | 253 | -20  |
| Malasia | 3   | 0  | 3  | 163 | 343 | -180 |

|  | Clasificado a la próxima fase del torneo. |

Los horarios corresponden al huso horario de China, UTC+8.
| 23 de septiembre, 14:30 | Irán | 84–48 | Japón |                                   |
|                         |      |       |       |                                   |
|                         |      |       |       | Pabellón: Gimnasio CSWC Árbitros: |

| 23 de septiembre, 19:30 | Malasia | 73–102 | India |                                    |
|                         |         |        |       |                                    |
|                         |         |        |       | Pabellón: Gimnasio CSUFT Árbitros: |

| 24 de septiembre, 11:45 | Irán | 88–66 | India |                                   |
|                         |      |       |       |                                   |
|                         |      |       |       | Pabellón: Gimnasio CSWC Árbitros: |

| 24 de septiembre, 14:30 | Japón | 119–48 | Malasia |                                   |
|                         |       |        |         |                                   |
|                         |       |        |         | Pabellón: Gimnasio CSWC Árbitros: |

| 25 de septiembre, 9:30 | Malasia | 42–122 | Irán |                                   |
|                        |         |        |      |                                   |
|                        |         |        |      | Pabellón: Gimnasio CSWC Árbitros: |

| 25 de septiembre, 14:30 | India | 65–83 | Japón |                                   |
|                         |       |       |       |                                   |
|                         |       |       |       | Pabellón: Gimnasio CSWC Árbitros: |

### Grupo B
| Equipo    | Pts | PG | PP | PF  | PC  | Dif  |
| --------- | --- | -- | -- | --- | --- | ---- |
| Palestina | 6   | 3  | 0  | 250 | 221 | +29  |
| Filipinas | 5   | 2  | 1  | 284 | 204 | +80  |
| Hong Kong | 4   | 1  | 2  | 216 | 236 | -20  |
| Kuwait    | 3   | 0  | 3  | 177 | 287 | -110 |

|  | Clasificado a la próxima fase del torneo. |

Los horarios corresponden al huso horario de China, UTC+8.
| 23 de septiembre, 9:30 | Kuwait | 50–87 | Hong Kong |                                   |
|                        |        |       |           |                                   |
|                        |        |       |           | Pabellón: Gimnasio CSWC Árbitros: |

| 23 de septiembre, 11:45 | Filipinas | 73–75 | Palestina |                                   |
|                         |           |       |           |                                   |
|                         |           |       |           | Pabellón: Gimnasio CSWC Árbitros: |

| 24 de septiembre, 9:30 | Filipinas                                              | 101–50       | Hong Kong                                   |                                   |  |
|                        | Parciales: 28 - 15, 23 - 7, 32 - 16, 18 - 12           |              |                                             |                                   |  |
|                        | Estadísticas J. William 21 R. de Ocampo 8 M.Gañuelas 3 | Pts Reb Asts | Estadísticas 13 S.Chan 10 C. Wong 5 D. Reid | Pabellón: Gimnasio CSWC Árbitros: |  |

| 24 de septiembre, 19:30 | Palestina | 90–63 | Kuwait |                                    |
|                         |           |       |        |                                    |
|                         |           |       |        | Pabellón: Gimnasio CSUFT Árbitros: |

| 25 de septiembre, 16:45 | Kuwait | 64–110 | Filipinas |                                   |
|                         |        |        |           |                                   |
|                         |        |        |           | Pabellón: Gimnasio CSWC Árbitros: |

| 25 de septiembre, 19:30 | Hong Kong | 79–85 | Palestina |                                    |
|                         |           |       |           |                                    |
|                         |           |       |           | Pabellón: Gimnasio CSUFT Árbitros: |

### Grupo C
| Equipo        | Pts | PG | PP | PF  | PC  | Dif  |
| ------------- | --- | -- | -- | --- | --- | ---- |
| China         | 6   | 3  | 0  | 251 | 182 | +69  |
| Corea del Sur | 5   | 2  | 1  | 247 | 183 | +64  |
| Jordania      | 4   | 1  | 2  | 225 | 239 | -14  |
| Singapur      | 3   | 0  | 3  | 155 | 276 | -121 |

|  | Clasificado a la próxima fase del torneo. |

Los horarios corresponden al huso horario de China, UTC+8.
| 23 de septiembre, 16:45 | Corea del Sur | 87–60 | Jordania |                                   |
|                         |               |       |          |                                   |
|                         |               |       |          | Pabellón: Gimnasio CSWC Árbitros: |

| 23 de septiembre, 19:30 | Singapur | 42–91 | China |                                   |
|                         |          |       |       |                                   |
|                         |          |       |       | Pabellón: Gimnasio CSWC Árbitros: |

| 24 de septiembre, 19:30 | Corea del Sur                                                  | 73–76        | China                                           |                                                                                  |  |
|                         | Parciales: 27 - 14, 17 - 19, 16 - 18, 13 - 25                  |              |                                                 |                                                                                  |  |
|                         | Estadísticas Donggeun Yang 24 Donggeun Yang 10 Donggeun Yang 3 | Pts Reb Asts | Estadísticas 21 P.Zhou 11 Jianlian Yi 5 J. Zhao | Pabellón: Gimnasio CSWC Árbitros: Ferdinand Pascual Atanu Banerjee Toru Katayose |  |

| 24 de septiembre, 21:30 | Jordania | 98–68 | Singapur |                                    |
|                         |          |       |          |                                    |
|                         |          |       |          | Pabellón: Gimnasio CSUFT Árbitros: |

| 25 de septiembre, 11:45 | Singapur | 45–87 | Corea del Sur |                                   |
|                         |          |       |               |                                   |
|                         |          |       |               | Pabellón: Gimnasio CSWC Árbitros: |

| 25 de septiembre, 19:30 | China | 84–67 | Jordania |                                   |
|                         |       |       |          |                                   |
|                         |       |       |          | Pabellón: Gimnasio CSWC Árbitros: |

### Grupo D
| Equipo       | Pts | PG | PP | PF  | PC  | Dif |
| ------------ | --- | -- | -- | --- | --- | --- |
| Catar        | 5   | 2  | 1  | 248 | 247 | +1  |
| Líbano       | 5   | 2  | 1  | 283 | 247 | +36 |
| Kazajistán   | 4   | 1  | 2  | 214 | 243 | -29 |
| China Taipéi | 4   | 1  | 2  | 232 | 240 | -8  |

|  | Clasificado a la próxima fase del torneo. |

Los horarios corresponden al huso horario de China, UTC+8.
| 23 de septiembre, 21:30 | China Taipéi | 87–92 | Líbano |                                   |
|                         |              |       |        |                                   |
|                         |              |       |        | Pabellón: Gimnasio CSWC Árbitros: |

| 23 de septiembre, 21:30 | Catar                                                                | 79–75        | Kazajistán                                                       |                                    |  |
|                         | Parciales: 14 - 20, 16 - 14, 21 - 21, 20 - 16                        |              |                                                                  |                                    |  |
|                         | Estadísticas Clinton Johnson 31 Clinton Johnson 14 Clinton Johnson 4 | Pts Reb Asts | Estadísticas 26 Jerry Johnson 18 Anton Ponomarev 7 Jerry Johnson | Pabellón: Gimnasio CSUFT Árbitros: |  |

| 24 de septiembre, 16:45 | China Taipéi | 73–84 | Kazajistán |                                   |
|                         |              |       |            |                                   |
|                         |              |       |            | Pabellón: Gimnasio CSWC Árbitros: |

| 24 de septiembre, 21:30 | Líbano | 100–105 | Catar |                                   |
|                         |        |         |       |                                   |
|                         |        |         |       | Pabellón: Gimnasio CSWC Árbitros: |

| 25 de septiembre, 21:30 | Catar | 64–72 | China Taipéi |                                   |
|                         |       |       |              |                                   |
|                         |       |       |              | Pabellón: Gimnasio CSWC Árbitros: |

| 25 de septiembre, 21:30 | Kazajistán | 55–91 | Líbano |                                    |
|                         |            |       |        |                                    |
|                         |            |       |        | Pabellón: Gimnasio CSUFT Árbitros: |

## Segunda fase

### Grupo E
| Equipo    | Pts | PG | PP | PF  | PC  | Dif  |
| --------- | --- | -- | -- | --- | --- | ---- |
| Filipinas | 9   | 4  | 1  | 543 | 408 | +135 |
| Irán      | 9   | 4  | 1  | 572 | 347 | +225 |
| Japón     | 8   | 3  | 2  | 477 | 399 | +78  |
| India     | 7   | 2  | 2  | 447 | 493 | -46  |
| Palestina | 7   | 2  | 3  | 435 | 462 | -27  |
| Hong Kong | 5   | 0  | 5  | 344 | 436 | -92  |

|  | Clasificado a la próxima fase del torneo. |

Los horarios corresponden al huso horario de China, UTC+8.
| 27 de septiembre | Japón | 66–73 | Filipinas |                                   |
|                  |       |       |           |                                   |
|                  |       |       |           | Pabellón: Gimnasio CSWC Árbitros: |

| 27 de septiembre | Irán | 111–56 | Hong Kong |                                   |
|                  |      |        |           |                                   |
|                  |      |        |           | Pabellón: Gimnasio CSWC Árbitros: |

| 27 de septiembre | Palestina | 70–73 | India |                                   |
|                  |           |       |       |                                   |
|                  |           |       |       | Pabellón: Gimnasio CSWC Árbitros: |

| 28 de septiembre | Palestina | 67–74 | Japón |                                   |
|                  |           |       |       |                                   |
|                  |           |       |       | Pabellón: Gimnasio CSWC Árbitros: |

| 28 de septiembre | Filipinas | 87–73 | Irán |                                   |
|                  |           |       |      |                                   |
|                  |           |       |      | Pabellón: Gimnasio CSWC Árbitros: |

| 28 de septiembre | India | 76–71 | Hong Kong |                                   |
|                  |       |       |           |                                   |
|                  |       |       |           | Pabellón: Gimnasio CSWC Árbitros: |

| 29 de septiembre | Japón | 89–62 | Hong Kong |                                   |
|                  |       |       |           |                                   |
|                  |       |       |           | Pabellón: Gimnasio CSWC Árbitros: |

| 29 de septiembre | Filipinas | 99–65 | India |                                   |
|                  |           |       |       |                                   |
|                  |           |       |       | Pabellón: Gimnasio CSWC Árbitros: |

| 29 de septiembre | Palestina | 48–94 | Irán |                                   |
|                  |           |       |      |                                   |
|                  |           |       |      | Pabellón: Gimnasio CSWC Árbitros: |

### Grupo F
| Equipo        | Pts | PG | PP | PF  | PC  | Dif  |
| ------------- | --- | -- | -- | --- | --- | ---- |
| China         | 10  | 5  | 0  | 505 | 381 | +124 |
| Corea del Sur | 8   | 3  | 2  | 474 | 386 | +88  |
| Catar         | 8   | 3  | 2  | 455 | 483 | -28  |
| Líbano        | 7   | 2  | 3  | 426 | 422 | +4   |
| Jordania      | 6   | 2  | 2  | 396 | 385 | +11  |
| Kazajistán    | 5   | 0  | 5  | 349 | 405 | -56  |

|  | Clasificado a la próxima fase del torneo. |

Los horarios corresponden al huso horario de China, UTC+8.
| 27 de septiembre | Corea del Sur | 85–71 | Líbano |                                   |
|                  |               |       |        |                                   |
|                  |               |       |        | Pabellón: Gimnasio CSWC Árbitros: |

| 27 de septiembre | China | 75–62 | Kazajistán |                                   |
|                  |       |       |            |                                   |
|                  |       |       |            | Pabellón: Gimnasio CSWC Árbitros: |

| 27 de septiembre | Catar | 73–84 | Jordania |                                   |
|                  |       |       |          |                                   |
|                  |       |       |          | Pabellón: Gimnasio CSWC Árbitros: |

| 28 de septiembre | Catar | 69–63 | Corea del Sur |                                   |
|                  |       |       |               |                                   |
|                  |       |       |               | Pabellón: Gimnasio CSWC Árbitros: |

| 28 de septiembre | Líbano | 72–90 | China |                                   |
|                  |        |       |       |                                   |
|                  |        |       |       | Pabellón: Gimnasio CSWC Árbitros: |

| 28 de septiembre | Jordania | 87–73 | Kazajistán |                                   |
|                  |          |       |            |                                   |
|                  |          |       |            | Pabellón: Gimnasio CSWC Árbitros: |

| 29 de septiembre | Corea del Sur | 79–63 | Kazajistán |                                   |
|                  |               |       |            |                                   |
|                  |               |       |            | Pabellón: Gimnasio CSWC Árbitros: |

| 29 de septiembre | China | 89–65 | Catar |                                   |
|                  |       |       |       |                                   |
|                  |       |       |       | Pabellón: Gimnasio CSWC Árbitros: |

| 29 de septiembre | Líbano | 80–76 | Jordania |                                   |
|                  |        |       |          |                                   |
|                  |        |       |          | Pabellón: Gimnasio CSWC Árbitros: |

## Ronda de reclasificación

### 13.° al 16.° puesto
|  | Eliminatoria del 13° al 16° | Eliminatoria del 13° al 16° |    |                  | Partido por el 13° lugar | Partido por el 13° lugar |  |
|  |                             |                             |    |                  |                          |                          |  |
|  |                             |                             |    |                  |                          |                          |  |
|  | 27 de septiembre            |                             |    |                  |                          |                          |  |
|  | Malasia                     | 61                          |    |                  |                          |                          |  |
|  | Kuwait                      | 83                          |    |                  |                          |                          |  |
|  |                             |                             |    |                  |                          |                          |  |
|  |                             |                             |    |                  | 28 de septiembre         |                          |  |
|  |                             |                             |    |                  | Kuwait                   | 69                       |  |
|  |                             | China Taipéi                | 99 |                  |                          |                          |  |
|  |                             |                             |    |                  |                          |                          |  |
|  |                             |                             |    |                  |                          |                          |  |
|  |                             |                             |    |                  | Partido por el 15° lugar |                          |  |
|  | 27 de septiembre            | 27 de septiembre            |    | 28 de septiembre | 28 de septiembre         |                          |  |
|  | Singapur                    | 65                          |    | Malasia          | 59                       |                          |  |
|  | China Taipéi                | 111                         |    |                  | Singapur                 | 92                       |  |

Los horarios corresponden al huso horario de China, UTC+8.
Fase previa
| 27 de septiembre | Malasia | 61–83 | Kuwait |                                    |
|                  |         |       |        |                                    |
|                  |         |       |        | Pabellón: Gimnasio CSUFT Árbitros: |

| 27 de septiembre | Singapur | 65–111 | China Taipéi |                                    |
|                  |          |        |              |                                    |
|                  |          |        |              | Pabellón: Gimnasio CSUFT Árbitros: |

15.° puesto
| 28 de septiembre | Malasia | 53–92 | Singapur |                                    |
|                  |         |       |          |                                    |
|                  |         |       |          | Pabellón: Gimnasio CSUFT Árbitros: |

13.° puesto
| 28 de septiembre | Kuwait | 69–99 | China Taipéi |                                    |
|                  |        |       |              |                                    |
|                  |        |       |              | Pabellón: Gimnasio CSUFT Árbitros: |

### 9.° al 12.° puesto
|  | Eliminatoria del 9° al 12° | Eliminatoria del 9° al 12° |    |              | Partido por el 9° lugar  | Partido por el 9° lugar |  |
|  |                            |                            |    |              |                          |                         |  |
|  |                            |                            |    |              |                          |                         |  |
|  | 1 de octubre               |                            |    |              |                          |                         |  |
|  | Hong Kong                  | 62                         |    |              |                          |                         |  |
|  | Jordania                   | 82                         |    |              |                          |                         |  |
|  |                            |                            |    |              |                          |                         |  |
|  |                            |                            |    |              | 2 de octubre             |                         |  |
|  |                            |                            |    |              | Jordania                 | 94                      |  |
|  |                            | Palestina                  | 82 |              |                          |                         |  |
|  |                            |                            |    |              |                          |                         |  |
|  |                            |                            |    |              |                          |                         |  |
|  |                            |                            |    |              | Partido por el 11° lugar |                         |  |
|  | 1 de octubre               | 1 de octubre               |    | 2 de octubre | 2 de octubre             |                         |  |
|  | Kazajistán                 | 81                         |    | Hong Kong    | 62                       |                         |  |
|  | Palestina                  | 83                         |    |              | Kazajistán               | 68                      |  |

Los horarios corresponden al huso horario de China, UTC+8.
Fase previa
| 1 de octubre | Hong Kong | 62–82 | Jordania |                                   |
|              |           |       |          |                                   |
|              |           |       |          | Pabellón: Gimnasio CSWC Árbitros: |

| 1 de octubre | Palestina | 83–81 | Kazajistán |                                   |
|              |           |       |            |                                   |
|              |           |       |            | Pabellón: Gimnasio CSWC Árbitros: |

11.° puesto
| 2 de octubre | Hong Kong | 62–68 | Kazajistán |                                   |
|              |           |       |            |                                   |
|              |           |       |            | Pabellón: Gimnasio CSWC Árbitros: |

9.° puesto
| 2 de octubre | Jordania | 94–82 | Palestina |                                   |
|              |          |       |           |                                   |
|              |          |       |           | Pabellón: Gimnasio CSWC Árbitros: |

## Ronda final
|  | Cuartos de final | Cuartos de final |              |      | Semifinales  | Semifinales  |  |  | Final        | Final |
|  |                  |                  |              |      |              |              |  |  |              |       |
|  | 1 de octubre     |                  |              |      |              |              |  |  |              |       |
|  |                  |                  |              |      |              |              |  |  |              |       |
|  | Filipinas        | 82               |              |      |              |              |  |  |              |       |
|  | Filipinas        | 82               | 2 de octubre |      |              |              |  |  |              |       |
|  | Líbano           | 70               |              |      |              |              |  |  |              |       |
|  | Líbano           | 70               | Filipinas    | 81   |              |              |  |  |              |       |
|  | 1 de octubre     |                  | Filipinas    | 81   |              |              |  |  |              |       |
|  |                  | Japón            | 70           |      |              |              |  |  |              |       |
|  | Japón            | Japón            | 70           | 81   |              |              |  |  |              |       |
|  | Japón            |                  | 3 de octubre | 81   |              |              |  |  |              |       |
|  | Catar            | 67               |              |      |              |              |  |  |              |       |
|  | Catar            | 67               | Filipinas    | 67   |              |              |  |  |              |       |
|  | 1 de octubre     |                  | Filipinas    | 67   |              |              |  |  |              |       |
|  |                  | China            | 78           |      |              |              |  |  |              |       |
|  | Irán             | China            | 78           | 75   |              |              |  |  |              |       |
|  | Irán             | 2 de octubre     |              | 75   |              |              |  |  |              |       |
|  | Corea del Sur    | 62               |              |      |              |              |  |  |              |       |
|  | Corea del Sur    | 62               | Irán         | 57   | Tercer lugar | Tercer lugar |  |  |              |       |
|  | 1 de octubre     |                  | Irán         | 57   |              |              |  |  |              |       |
|  |                  | China            | 70           |      |              |              |  |  |              |       |
|  | India            | China            | 70           | 58   | Japón        | 63           |  |  |              |       |
|  | India            |                  |              | 58   | Japón        | 63           |  |  |              |       |
|  | China            | 104              |              | Irán | 68           |              |  |  |              |       |
|  | China            | 104              |              |      | 68           |              |  |  |              |       |
|  |                  |                  |              |      |              |              |  |  | 3 de octubre |       |
|  |                  |                  |              |      |              |              |  |  |              |       |

|  | Eliminatoria del 5º al 8º | Eliminatoria del 5º al 8º |    |              | Partido por el 5º lugar | Partido por el 5º lugar |  |
|  |                           |                           |    |              |                         |                         |  |
|  | 2 de octubre              |                           |    |              |                         |                         |  |
|  | Catar                     | 86                        |    |              |                         |                         |  |
|  | Líbano                    | 89                        |    |              |                         |                         |  |
|  |                           |                           |    |              |                         |                         |  |
|  |                           |                           |    |              | 3 de octubre            |                         |  |
|  |                           |                           |    |              | Líbano                  | 88                      |  |
|  |                           | Corea del Sur             | 87 |              |                         |                         |  |
|  |                           |                           |    |              |                         |                         |  |
|  |                           |                           |    |              |                         |                         |  |
|  |                           |                           |    |              | Partido por el 7º lugar |                         |  |
|  | 2 de octubre              | 2 de octubre              |    | 3 de octubre | 3 de octubre            |                         |  |
|  | India                     | 52                        |    | Catar        | 84                      |                         |  |
|  | Corea del Sur             | 117                       |    |              | India                   | 58                      |  |

Los horarios corresponden al huso horario de China, UTC+8.

### Cuartos de final
| 1 de octubre | Filipinas | 82–70 | Líbano |                                   |
|              |           |       |        |                                   |
|              |           |       |        | Pabellón: Gimnasio CSWC Árbitros: |

| 1 de octubre | Japón | 81–67 | Catar |                                   |
|              |       |       |       |                                   |
|              |       |       |       | Pabellón: Gimnasio CSWC Árbitros: |

| 1 de octubre | Irán | 75–62 | Corea del Sur |                                   |
|              |      |       |               |                                   |
|              |      |       |               | Pabellón: Gimnasio CSWC Árbitros: |

| 1 de octubre | India | 58–104 | China |                                   |
|              |       |        |       |                                   |
|              |       |        |       | Pabellón: Gimnasio CSWC Árbitros: |

### 5.° al 8.° puesto
Fase previa
| 2 de octubre | India | 52–117 | Corea del Sur |                                   |
|              |       |        |               |                                   |
|              |       |        |               | Pabellón: Gimnasio CSWC Árbitros: |

| 2 de octubre | Catar | 86–89 | Líbano |                                   |
|              |       |       |        |                                   |
|              |       |       |        | Pabellón: Gimnasio CSWC Árbitros: |

7.° puesto
| 3 de octubre | India | 58–84 | Catar |                                   |
|              |       |       |       |                                   |
|              |       |       |       | Pabellón: Gimnasio CSWC Árbitros: |

5.° puesto
| 3 de octubre | Corea del Sur | 87–88 | Líbano |                                   |
|              |               |       |        |                                   |
|              |               |       |        | Pabellón: Gimnasio CSWC Árbitros: |

### Semifinales
| 2 de octubre | China | 70–57 | Irán |                                   |
|              |       |       |      |                                   |
|              |       |       |      | Pabellón: Gimnasio CSWC Árbitros: |

| 2 de octubre | Filipinas | 81–70 | Japón |                                   |
|              |           |       |       |                                   |
|              |           |       |       | Pabellón: Gimnasio CSWC Árbitros: |

### Tercer puesto
| 3 de octubre | Irán | 68–63 | Japón |                                   |
|              |      |       |       |                                   |
|              |      |       |       | Pabellón: Gimnasio CSWC Árbitros: |

### Final
| 3 de octubre | China | 78–67 | Filipinas |                                   |
|              |       |       |           |                                   |
|              |       |       |           | Pabellón: Gimnasio CSWC Árbitros: |

| Campeón China      |
| Decimosexto título |

## Posiciones finales
| Pos.              | Equipo        | Récord |
| ----------------- | ------------- | ------ |
| Medalla de oro    | China         | 9 – 0  |
| Medalla de plata  | Filipinas     | 7 – 2  |
| Medalla de bronce | Irán          | 7 – 2  |
| 4                 | Japón         | 5 – 4  |
| 5                 | Líbano        | 5 – 4  |
| 6                 | Corea del Sur | 5 – 4  |
| 7                 | Catar         | 4 – 5  |
| 8                 | India         | 3 – 6  |
| 9                 | Jordania      | 5 – 5  |
| 10                | Palestina     | 5 – 2  |
| 11                | Kazajistán    | 2 – 6  |
| 12                | Hong Kong     | 1 – 7  |
| 13                | China Taipéi  | 3 – 2  |
| 14                | Kuwait        | 1 – 4  |
| 15                | Singapur      | 1 – 4  |
| 16                | Malasia       | 0 – 5  |

## Clasificados

### Clasificados a Río 2016
| China Campeón del campeonato |

### Clasificados al Torneo Preolímpico
| Filipinas Subcampeón del campeonato | Irán Tercero del campeonato | Japón Cuarto del campeonato |

## Quinteto Ideal
| Posición  | Jugador               | País      | Altura        | Peso            |
| --------- | --------------------- | --------- | ------------- | --------------- |
| Base      | Jayson Castro         | Filipinas | 1,78 m (5-10) | 84 kg (185 lb)  |
| Escolta   | Guo Ailun             | China     | 1,93 m (6-4)  | 85 kg (187 lb)  |
| Alero     | Samad Nikkhah Bahrami | Irán      | 1,96 m (6-5)  | 99 kg (218 lb)  |
| Ala-Pívot | Yi Jianlian (MVP)     | China     | 2,13 m (7-0)  | 109 kg (240 lb) |
| Pívot     | Zhou Qi               | China     | 2,17 m (7-1)  | 95 kg (209 lb)  |